# Park Górnika w Rybniku
Park Górnika w Rybniku – park miejski w Rybniku w dzielnicy Chwałowice, położony przy kopalni Chwałowice, wzdłuż ulicy 1 Maja. Powierzchnia parku wynosi 19,9 tys. m².

## Historia
Park jest pozostałością po folwarku z XIX wieku, który należał do porucznika Czarneckiego, potem do właściciela ziemskiego Wilhe, by ostatecznie przejść w ręce księcia Guido Henkel von Donnersmarck.
Kiedy w 1903 roku rozpoczęto budowę Kopalni Chwałowice, pomniejszono powierzchnię obszarów zielonych od strony wschodniej i południowej, a w willi po właścicielu ziemskim zamieszkał ówczesny dyrektor kopalni. Na początku lat 60. XX wieku willę adaptowano na biura i laboratorium kopalni i ogrodzono ją od istniejącego parku. W następnych latach regularnie poszerzano obszar działalności Kopalni Chwałowice kosztem parku, mimo zakazów wynikających z Ustawy o ochronie środowiska.
W roku 1997 park przekazano Gminie Rybnik, w którym tego samego roku odnowiono ścieżki oraz przeprowadzono prace renowacyjne zieleni. W parku zlokalizowany jest niewielki amfiteatr i plac zabaw, a w jego sąsiedztwie znajduje się basen kąpielowy.
W 2017 r. Park Górnika został nieco odmieniony. Przed Domem Kultury Chwałowice pojawiły się dwie trzymetrowe lampki górnicze, nawiązujące do historii i tradycji dzielnicy. W parku zainstalowano nowe ławki, posadzono nowe rośliny oraz wykonano przegląd i serwis placów zabaw i siłowni na świeżym powietrzu.

## Przyroda
Z drzewostanu parku podziwiać obecnie można kilka dorodnych kasztanowców (w tym jeden czerwony), buki, dęby oraz duże stanowiska mahonii. Na szczególną uwagę zasługuje dąb burgundzki.
Najciekawszym i rzadkim drzewem jest dorodny tulipanowiec amerykański, który na skutek pomniejszania powierzchni parku znajduje się obecnie na terenie Kopalni Chwałowice (został on uznany pomnikiem przyrody, podobnie jak znajdujący się w pobliżu głaz narzutowy z epoki polodowcowej).